# Leapmotor C10
A Leapmotor C10 egy akkumulátoros elektromos, középkategóriás elektromos SUV autótípus, amelyet a Stellantis-csoport gyárt 2024-től a Leapmotor márkanév alatt.

## A modell története és leírása

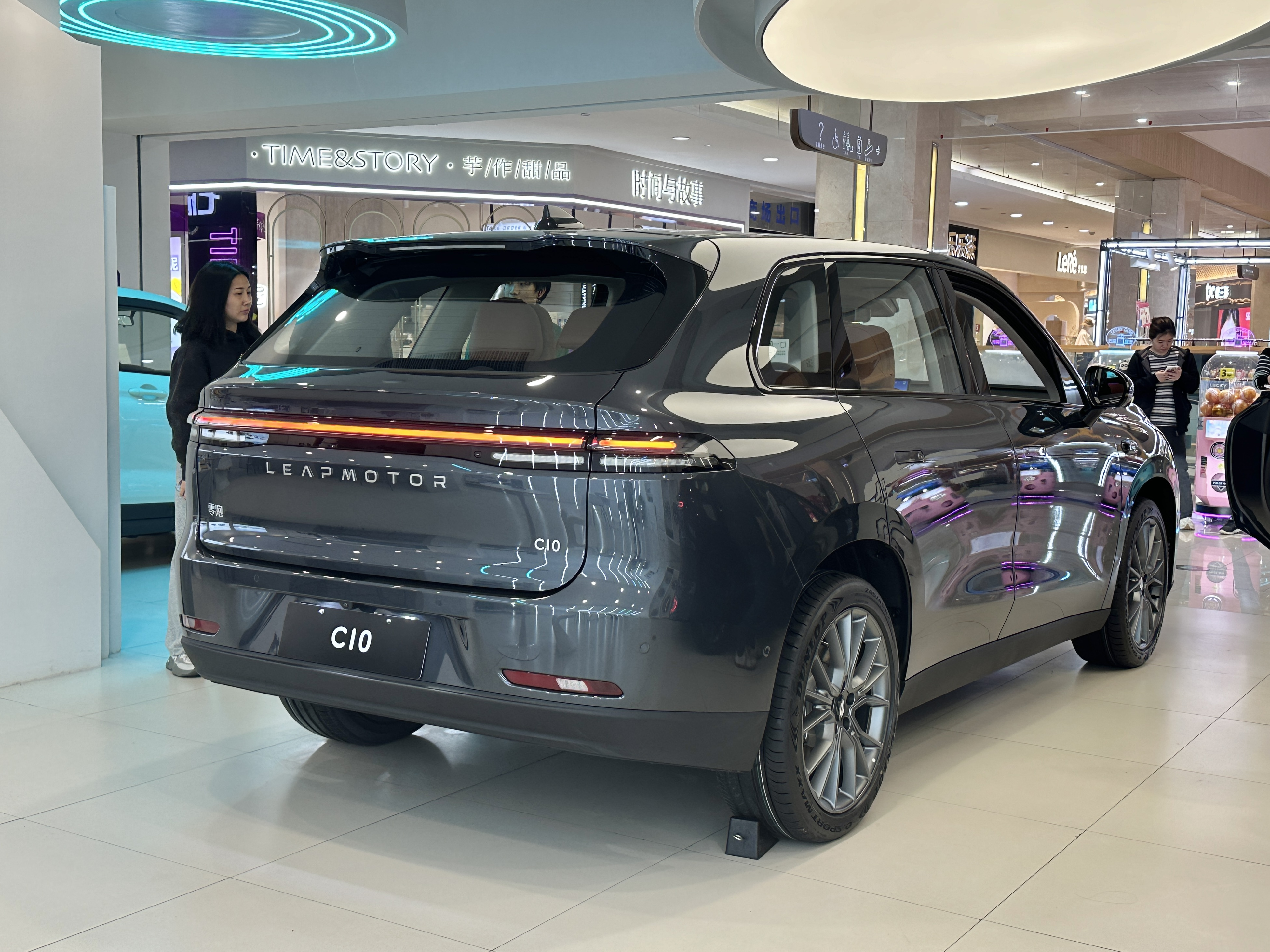
A Leapmotor C10 hátulnézetből

Az IAA Mobility nemzetközi autókiállításon 2023 szeptemberében Münchenben, Németországban került sor az első globális piacokra kifejlesztett Leapmotor-autó premierjére. A C10 egy közepes méretű SUV formát öltött, elsőként az új, félautonóm vezetést támogató Leap 3.0 moduláris padlólemezre és az elektromos rendszer fejlettebb paramétereire épült.
Stílusosan a Leapmotor C10 a C01 és C11 modellek stílusnyelvét alkalmazta, és megkülönbözteti magát a könny alakú fényszórókkal, amelyeket egy fénycsík köt össze, valamint a karosszéria hátsó részét megkoronázó világítócsíkkal. Ugyanakkor az autó szögletesebb és szabályosabb arányokat kapott. A félautonóm vezetési rendszer zárt radarját a tető mögé helyezték el, és további szenzorok takarták a sárvédőket is.
Az utastér egyszerű esztétikával rendelkezik, a 10,25 hüvelykes átlójú digitális órák vízszintes kijelzőjét kombinálja a multimédiás rendszer nagy, központi 14,6 hüvelykes érintőképernyőjével és egy masszív, magasra épített középkonzollal. A gyártó úgy döntött, hogy belül szokatlan, pasztell színeket használ, a fekete ékezeteket az ülések, a műszerfal és az ajtólapok narancssárga vagy lila borításával kombinálva.

### Értékesítés
A Leapmotor C10 a globális piacokat szem előtt tartva jött létre, bevezetőként szolgálva a vállalat tevékenységeibe, különösen Nyugat-Európában. Emellett a gyártó kínálatának bővítését is tervezte, a kevésbé szögletes C11 SUV-val párhuzamosan kínálva a C10-et. Úgy döntöttek, hogy 2025-től értékesíteni fogják Európában az általuk gyártott autóikat.

### Műszaki adatok
A Leapmotor C10 teljesítménye 228 LE, maximum 320 Nm nyomatékot kifejtő villanymotor hajtja, és két akkumulátor-konfigurációs változatot kínál: 52,9 kWh és 410 km CLTC-hatótávolság vagy 69,9 kWh és 530 km hatótávolság. A Leap 3.0 platform akár 800 V-os töltést tesz lehetővé, miközben az akkumulátorcsomag 17,5%-kal kevesebb helyet foglal.

## Fordítás
Ez a szócikk részben vagy egészben  a   Leapmotor C10 című lengyel Wikipédia-szócikk ezen változatának fordításán alapul.  Az eredeti cikk szerkesztőit annak laptörténete sorolja fel. Ez a jelzés csupán a megfogalmazás eredetét és a szerzői jogokat jelzi, nem szolgál a cikkben szereplő információk forrásmegjelöléseként.